# 20世紀ピクチャーズ
20世紀ピクチャーズ（にじゅっせいきピクチャーズ、Twentieth Century Pictures, Inc.）は、1933年6月26日にユナイテッド・アーティスツ（UA）の元社長のジョセフ・シェンクとワーナー・ブラザースのダリル・F・ザナックによって設立されたアメリカ合衆国、ハリウッドの独立系映画製作会社である。

## 概要
設立資金は、シェンクの弟ニコラス・シェンク、ゲッツの義父でMGMスタジオ幹部のルイス・B・メイヤーがバックについた。同社の製作物は、ユナイテッド・アーティスツが配給し、撮影はさまざまな撮影所で行なわれた。
20世紀の社長はシェンク、製作責任者にはザナック、副社長にはゲッツとレイモンド・グリフィスが就任した。当初の契約スターは、ジョージ・アーリス、コンスタンス・ベネット、ロレッタ・ヤングであったが、ゲッツのコネクションにより、MGMから人材を借りることができた。1933年10月7日、最初の映画『The Bowery』が公開された。1934年に製作した『The House of Rothschild』は、アカデミー作品賞にノミネートされた。1935年には、ヴィクトル・ユーゴーの小説をもとにした名作『噫無情』を製作し、これも作品賞にノミネートされた。
1934年の冬、ザナックはUAの株式を取得して取締役になるために、UAの取締役会と交渉を始めた。しかし、UAの共同設立者であるメアリー・ピックフォードが、20世紀の株式を報酬として与えることを拒否したことに憤慨し、同じくUAの株主であり共同設立者であるD・W・グリフィスの保有する株式の価値を下げることになると考えた。10年以上もUAの株主であったシェンクは、20世紀とザナックの粗末な扱いに抗議してユナイテッド・アーティスツを退社し、他の配給会社との話し合いを始めた。その結果、1935年の春先には、倒産したフォックス・フィルムのフォックス・スタジオとの話し合いが始まった。
1933年の20世紀ピクチャーズは、1935年5月31日にフォックス・スタジオと合併して20世紀フォックスとなった。20世紀フォックスは長年にわたり、1915年の設立を主張してきた。例えば、1945年を創立30周年としていた。しかし、近年では1935年の合併を設立日としている。

## フィルモグラフィ

### ユナイテッド・アーティスツ配給分
- 『バワリイ』The Bowery：監督ラウール・ウォルシュ、1933年
- 『キャバレエの鍵穴』Broadway Through a Keyhole：監督ローウェル・シャーマン、1933年
- 『濡れた拳銃』Blood Money：監督ローランド・ブラウン、1933年
- 『失恋相談欄』Advice to the Lovelorn：監督アルフレッド・ワーカー、1933年
- 『偉大なる人生』Gallant Lady：監督グレゴリー・ラ・カヴァ、1933年
- 『ムーラン・ルージュ』Moulin Rouge：監督シドニー・ランフィールド、1934年
- 『ロスチャイルド』The House of Rothschild：監督アルフレッド・ワーカー、1934年
- 『電話新撰組』Looking for Trouble：監督ウィリアム・A・ウェルマン、1934年 - ア・ダリル・F・ザナック・プロダクション
- 『最後の紳士』The Last Gentleman：監督シドニー・ランフィールド、1934年
- 『濁流』Born to Be Bad：監督ローウェル・シャーマン、1934年
- 『霧に立つ影』Bulldog Drummond Strikes Back：監督ロイ・デル・ルース、1934年
- 『チェリーニの事件』The Affairs of Cellini：監督グレゴリー・ラ・カヴァ、1934年
- 『曲芸団』The Mighty Barnum：監督ウォルター・ラング、1934年
- 『戦う巨象』Clive of India：監督リチャード・ボレスラウスキー、1935年 - ア・ダリル・F・ザナック・プロダクション
- 『シュヴァリエの巴里ッ子』Folies Bergère de Paris：監督ロイ・デル・ルース、1935年
- 『噫無情』Les Misérables：監督リチャード・ボレスラウスキー、1935年
- 『宰相リシュリュー』Cardinal Richelieu：監督ローランド・V・リー、1935年
- 『野性の叫び』The Call of the Wild：監督ウィリアム・A・ウェルマン、1935年

### 20世紀フォックス配給分
- 『百万遍の感激』Thanks a Million：監督ロイ・デル・ルース、1935年
- 『情無用ッ』Show Them No Mercy!：監督ジョージ・マーシャル、1935年
- 『ガルシアの伝令』A Message to Garcia：監督ジョージ・マーシャル、1935年
- 『シュヴァリエの巴里ッ子』Folies-Bergère：監督マルセル・アシャール / ロイ・デル・ルース、1935年

## 関連事項
- ウィリアム・ゲッツ （en:William Goetz）
- レイモンド・グリフィス （en:Raymond Griffith）